# Kriminal- og Politiretten
Kriminal- og Politiretten i København oprettedes ved forordning af 28. februar 1845 og trådte i virksomhed 1. juli samme år den afløste dels den tidligere særlige Københavns Politiret, (der ifølge forordning af 5. juli 1793 var beklædt med 2 assessorer og politimesteren som justitiarius, men ved pl. af 4. april 1809 var blevet løst fra forbindelsen med politimesteren og havde fået sin egen justitiarius), dels Hof- og Stadsretten i dens egenskab af 1. instans i københavnske straffesager.
Under Kriminal- og Politiretten hørte undersøgelse og pådømmelse af sager mod personer, der sigtedes for at have begået forbrydelser i København, endvidere af alle kbhvn’ske offentlige politisager samt af de private politisager, der ifølge civilprocessens værnetingsregler skulle eller kunne anlægges i København. Kriminal- og Politiretten havde dog ingen jurisdiktion over militærpersoner undtagen i private politisager; endvidere hørte sager angående gejstliges brud på embedspligt under gejstlig ret; endelig var behandlingen og påkendelsen af visse søretlige forseelser henlagt til Sø- og Handelsretten.
Kriminal- og Politiretten var oprindeligt beklædt med en justitiarius og 8 assessorer; ved senere love blev  assessorernes antal efterhånden forøget til 16. Endvidere fungerede ved retten en justitssekretær, protokolførere, assistenter og retsvidner samt en del opdagelsesbctjente, skrivere og bude. Til domsafsigelse, modtagelse af aktorers og defensorers indlæg i justitssager med mere holdtes ret hver tirsdag og lørdag kl. 10. I øvrigt fungerede retten i afdelinger, der hver for sig beklædtes af en enkelt dommer.
I domsafsigelsen, der altid foregik på skriftligt grundlag, deltog, for så vidt angik de egentlige straffesager (justitssager) og de private politisager, 5 (siden 1911 dog kun 3) dommere i hver sag. Derimod havde hver af dommerne i afdelingerne for offentlige politisager myndighed til på egen håd at idømme visse mindre straffe; men var der i offentlige politisager spørgsmål om højere straf, deltog andre af rettens assessorer i pådømmelsen. De af enkeltdommer i offentlige politisager afsagte domme var upåankelige, medens Kriminal- og Politiret-domme og kendelser i øvrigt stod under appel til Højesteret inden for de sædvanlige appelgrænser.
Ved Retsplejelovens ikrafttræden 1. oktober 1919 overgik Kriminal- og Politirettens virksomhedsområde dels til Københavns Byret, dels til Østre Landsret.